# Văn nghệ Chủ Nhật
Văn nghệ Chủ Nhật là một chương trình do Trung tâm Phim truyền hình Việt Nam và Ban Văn nghệ, Đài Truyền hình Việt Nam phối hợp sản xuất, phát sóng lần đầu vào ngày 4 tháng 9 năm 1994 với tập đầu tiên của bộ phim Mẹ chồng tôi của đạo diễn Khải Hưng.

## Phát triển

### Lịch phát sóng
Chương trình được phát vào chiều các ngày chủ nhật trong tuần. Chương trình cũng được phát lại vào chiều ngày thứ tư của tuần kế tiếp.

### Các tiểu mục chính
- Tác giả tác phẩm (1994-200x);
- Những sắc màu văn hóa (1994-200x?);
- Ngày này năm xưa (1994-1999);
- Đặc sản Chủ Nhật (1997-1999);
- Vòng quay bảy ngày (Trước đây là Tin Văn nghệ)[1];
- Đố phim (2005 -)[1];
- Cùng thưởng thức (2005 - 2009)[1];
- Sự kiện tuần tới (2005 - 2009)[1];
- Góc thư giãn (1994 - 1999)[1];
- Tôi và chúng ta (2005 - 2009);
- Phim Văn Nghệ Chủ Nhật[1].

### Các bộ phim đã phát trong chương trình
| Tên phim                      | Ngày bắt đầu phát sóng | Số tập | Ghi chú                                                                                                |
| ----------------------------- | ---------------------- | ------ | --- |
| Trái tim đầu thai             | 22 tháng 2 năm 2009    | 1      | Đây là bộ phim cuối cùng khi Văn Nghệ Chủ Nhật dừng phát sóng                                          |
| Đất thiêng                    | 4 tháng 1 năm 2009     | 6      | |
| Cổ tích thời hiện đại         | 28 tháng 12 năm 2008   | 1      | |
| Thầy giáo trẻ                 | 21 tháng 12 năm 2008   | 1      | |
| Những trận cầu đen            | 5 tháng 10 năm 2008    | 11     | |
| Bước tới cầu vồng             | 28 tháng 9 năm 2008    | 1      | |
| Có một tình yêu như thế       | 14 tháng 9, 2008       | 1      | |
| Những cánh hoa bay            | 18 tháng 5 năm 2008    | 17     | Phim đầu tiên của Mạnh Trường                                                                          |
| Alô 1 2 3                     | 11 tháng 5 năm 2008    | 1      | |
| XU50                          | 4 tháng 5 năm 2008     | 1      | |
| Nếp nhà                       | 24 tháng 2 năm 2008    | 10     | |
| Mùa hè tới                    | 17 tháng 2 năm 2008    | 1      | |
| Cho em một ngày vui           | 10 tháng 2 năm 2008    | 1      | Phim có sự xuất hiện của Thanh Thúy đóng phim ngoài Bắc                                                |
| Làng ven đô                   | 2 tháng 12 năm 2007    | 9      | |
| Những người bạn               | 18 tháng 11 năm 2007   | 2      | |
| Mùa trăng khuyết              | 14 tháng 10 năm 2007   | 2      | |
| Khát vọng công lý             | 16 tháng 9 năm 2007    | 4      | |
| Phóng viên thử việc           | 1 tháng 7 năm 2007     | 11     | |
| Gia đình thợ mỏ               | 8 tháng 4 năm 2007     | 12     | |
| Nhà có ba chị em              | 18 tháng 2 năm 2007    | 1      | |
| Bản lĩnh                      | 4 tháng 2 năm 2007     | 8      | Phần 2 của bộ phim "Bản lĩnh người đẹp"                                                                |
| Gió đại ngàn                  | 8 tháng 10 năm 2006    | 17     | |
| Gió mùa thổi mãi              | 16 tháng 7 năm 2006    | 12     | |
| Đèn vàng                      | 23 tháng 4 năm 2006    | 12     | |
| Bảy ngày và một đời           | 16 tháng 4 năm 2006    | 1      | |
| Một lần đi bụi                | 9 tháng 4 năm 2006     | 1      | |
| Hương đất                     | 27 tháng 11 năm 2005   | 18     | |
| Con đường gian khổ            | 2 tháng 10 năm 2005    | 8      | |
| Tia nắng mong manh            | 21 tháng 8 năm 2005    | 6      | |
| Chuyện tình vùng quê          | 19 tháng 6 năm 2005    | 4      | |
| Dòng sông phẳng lặng          | 20 tháng 3 năm 2005    | 13     | |
| Bản lĩnh người đẹp            | 23 tháng 1 năm 2005    | 8      | |
| Mười hai cửa bể               | 16 tháng 1 năm 2005    | 1      | |
| Những chuyến đò ngang         | 9 tháng 1 năm 2005     | 1      | |
| Đường đời                     | 18 tháng 7 năm 2004    | 25     | |
| Trận cầu đinh                 | 20 tháng 6 năm 2004    | 4      | |
| Đằng sau tội ác               | 16 tháng 5 năm 2004    | 5      | |
| Chuyện trầu cau               | 2 tháng 5 năm 2004     | 2      | |
| Khoảnh khắc giao mùa          | 25 tháng 4 năm 2004    | 1      | |
| Những giấc mơ dài             | 22 tháng 2 năm 2004    | 9      | |
| Ngày nghỉ cuối tuần           | 15 tháng 2 năm 2004    | 1      | |
| Biển trời mênh mang           | 25 tháng 1 năm 2004    | 3      | Chuyển thể từ truyện ngắn Biển trời đầm phá mô của Hồng Như                                            |
| Tháng Chạp... chỉ có một ngày | 18 tháng 1 năm 2004    | 1      | |
| Những cành hoa mong manh      | 11 tháng 1 năm 2004    | 1      | |
| Một chuyện đời thường         | 21 tháng 12 năm 2003   | 3      | Dựa trên truyện ngắn Bốn bức thư của Lê Văn Thảo                                                       |
| Sự thật                       | 16 tháng 11 năm 2003   | 4      | Bộ phim đã bị hoãn 1 tập vào ngày 7 tháng 12 do tường thuật trực tiếp các môn thi đấu tại Sea Games 22 |
| Gió ngược chiều               | 12 tháng 10 năm 2003   | 5      | |
| Ánh chiều chạng vạng          | 28 tháng 9 năm 2003    | 2      | |
| Nữ phóng viên                 | 27 tháng 7 năm 2003    | 2      | |
| Dòng chảy                     | 13 tháng 7 năm 2003    | 2      | |
| Khi đàn chim trở về           | 8 tháng 6 năm 2003     | 12     | |
| Người đợi ở Pờ Sa             | 25 tháng 5 năm 2003    | 2      | Sản xuất kỷ niệm 45 năm Ngày truyền thống Bộ đội Biên phòng Việt Nam                                   |
| Những tầng cao nghiệt ngã     | 11 tháng 5 năm 2003    | 4      | |
| Đi tìm ngày mai               | 20 tháng 4 năm 2003    | 1      | |
| Người tử tế sa ngã            | 6 tháng 4 năm 2003     | 2      | |
| Những người bạn cũ            | 30 tháng 3 năm 2003    | 1      | |
| Hến ơi là hến                 | 16 tháng 3 năm 2003    | 2      | |
| Dưới tán lá rợp               | 23 tháng 2 năm 2003    | 1      | |
| Tinh tướng                    | 16 tháng 2 năm 2003    | 1      | Phát sóng như một bộ phim về Tết                                                                       |
| May ơi là may                 | 9 tháng 2 năm 2003     | 1      | Phát sóng như một bộ phim về Tết                                                                       |
| Miền nhớ                      | 26 tháng 1 năm 2003    | 1      | |
| Người ở bến sông              | 19 tháng 1 năm 2003    | 1      | |
| Ranh giới                     | 12 tháng 1 năm 2003    | 1      | Phim đầu tiên của Tăng Nhật Tuệ tham gia với tên thật là Lê Duy Linh. Dựa trên câu chuyện có thật      |
| Chớm nắng                     | 8 tháng 12 năm 2002    | 4      | |
| Niệm khúc cho người cha       | 13 tháng 10 năm 2002   | 2      | |
| Cựu chiến binh                | 22 tháng 9 năm 2002    | 3      | |
| Gái một con                   | 11 tháng 8 năm 2002    | 3      | |
| Nhành lau trắng               | 4 tháng 8 năm 2002     | 1      | |
| Sang sông                     | 28 tháng 7 năm 2002    | 1      | |
| Của chìm của nổi              | 23 tháng 6 năm 2002    | 5      | |
| Những ngọn nến trong đêm      | 17 tháng 2 năm 2002    | 18     | |
| Phía trước là bầu trời        | 9 tháng 12 năm 2001    | 9      | |
| Một người chiếu bóng          | 16 tháng 9 năm 2001    | 4      | |
| Thời gian còn lại             | 2 tháng 9 năm 2001     | 2      | |
| Đất cằn                       | 19 tháng 8 năm 2001    | 2      | |
| Thầy và bạn                   | 12 tháng 8 năm 2001    | 1      | Dựa trên truyện ngắn Cô giáo Truân của Lê Ngọc Minh                                                    |
| Hương cam                     | 5 tháng 8 năm 2001     | 1      | |
| Chàng Trần Cung đi cấp cứu    | 29 tháng 7 năm 2001    | 1      | Một phần của bộ truyện Trần Cung                                                                       |
| Con nhện xanh                 | 24 tháng 6 năm 2001    | 5      | |
| Chuyện cuộc đời               | 10 tháng 6 năm 2001    | 1      | |
| Mùa lá rụng                   | 11 tháng 3 năm 2001    | 13     | |
| Nhịp sống                     | 4 tháng 3 năm 2001     | 1      | |
| Dư âm hạnh phúc               | 25 tháng 2 năm 2001    | 1      | |
| Bóng dáng người cha           | 18 tháng 2 năm 2001    | 1      | Dựa trên truyện ngắn Đêm dài của Bá Dũng                                                               |
| Không giống ai                | 11 tháng 2 năm 2001    | 1      | |
| Nơi tình yêu bắt đầu          | 28 tháng 1 năm 2001    | 2      | |
| Hết sức bình tĩnh             | 14 tháng 1 năm 2001    | 2      | |
| Chuyện nhà đại tá Trầm        | 7 tháng 1 năm 2001     | 1      | |
| Dải lụa                       | 31 tháng 12 năm 2000   | 1      | Dựa trên truyện ngắn cùng tên của Dương Duy Ngữ                                                        |
| Bi kịch chưa đặt tên          | 17 tháng 12 năm 2000   | 2      | |
| Người nổi tiếng               | 5 tháng 11 năm 2000    | 6      | |
| Tình yêu có bao giờ sai       | 8 tháng 10 năm 2000    | 4      | |
| Dòng sông chảy xiết           | 10 tháng 9 năm 2000    | 4      | Chuyển thể từ truyện ngắn Bốn bước đến chân trời của Nguyễn Hiếu                                       |
| Xóm bờ sông                   | 13 tháng 8 năm 2000    | 4      | Chuyển thể từ truyện ngắn Những đứa trẻ ngoài sông sông của Thọ Vân                                    |
| Tìm cha                       | 6 tháng 8 năm 2000     | 1      | Chuyển thể từ truyện ngắn cùng tên của Lê Thanh Huệ                                                    |
| Chạy nhanh lên                | 30 tháng 7 năm 2000    | 1      | |
| Đồng quê xào xạc              | 2 tháng 7 năm 2000     | 4      | |
| Hai đầu xa thẳm               | 25 tháng 6 năm 2000    | 1      | Chuyển thể từ truyện ngắn Hết chiến tranh rồi của Văn Linh                                             |
| Câu chuyện tác thành          | 18 tháng 6 năm 2000    | 1      | |
| Thiên đường của ông nội       | 11 tháng 6 năm 2000    | 1      | Chuyển thể từ truyện ngắn cùng tên của Nguyễn Thị Tuyết                                                |
| Tiếng chuông đồng             | 4 tháng 6 năm 2000     | 1      | |
| Những người con hiếu thảo     | 14 tháng 5 năm 2000    | 3      | |
| Giả sơn                       | 7 tháng 5 năm 2000     | 1      | |
| Ngàn năm mây trắng            | 30 tháng 4 năm 2000    | 1      | Sản xuất nhân dịp kỷ niệm 25 năm ngày Giải phóng miền Nam Thống nhất đất nước                          |
| Thám tử gặp may               | 23 tháng 4 năm 2000    | 1      | |
| Trước thềm thế kỷ             | 9 tháng 4 năm 2000     | 2      | |
| Dây neo hạnh phúc             | 19 tháng 3 năm 2000    | 3      | |
| Chuyện thầy tôi               | 12 tháng 3 năm 2000    | 1      | Chuyển thể từ truyện ngắn Hương đồng của Đỗ Bảo Châu                                                   |
| Chỗ của mỗi người             | 5 tháng 3 năm 2000     | 1      | |
| Qua những đêm lạnh giá        | 13 tháng 2 năm 2000    | 3      | |
| Quà năm mới                   | 30 tháng 1 năm 2000    | 1      | Phát sóng như một bộ phim về Tết Chuyển thể từ truyện ngắn Đi Tết thầy của Nguyễn Khoa Đăng            |
| Nhật ký Yvonne                | 23 tháng 1 năm 2000    | 1      | |
| Nước mắt đàn ông              | 16 tháng 1 năm 2000    | 1      | |
| Giếng làng                    | 9 tháng 1 năm 2000     | 1      | |
| Đồng hành                     | 2 tháng 1 năm 2000     | 1      | |
| Nắng hoàng hôn                | 1999                   | 2      | |
| Khoảng cách                   | 1999                   | 2      | |
| Ranh giới mong manh           | 1999                   | 2      | |
| Đội đặc nhiệm nhà C21         | 1998                   | 5      | |
| Của để dành                   | 1998                   | 6      | |
| Chuyện ngoài sân cỏ           | 1998                   | 1      | |
| Cố nhân                       | 1998                   | 2      | |
| Khát vọng xanh                | 1998                   | 2      | |
| Xin hãy tin em                | 1997                   | 3      | |
| Năm ngày làm thượng đế        | 1997                   | 1      | |
| Chuyện đời thường             | 1997                   | 4      | |
| Điều không nhận thấy          | 1997                   | 1      | |
| Suối Ngàn Lau chảy mãi        | 1996                   | 2      | Dựa theo tiểu thuyết Tuần Trăng Mật Cuối Cùng của nhà văn Ngô Quang Hưng                               |
| Người Hà Nội                  | 1996                   | 8      | |
| Ngọt ngào và man trá          | 1996                   | 3      | Phim cuối cùng của Lê Công Tuấn Anh trước khi qua đời Phim nổi tiếng của Khánh Huyền                   |
| Đông Ki ra thành phố          | 1996                   | 2      | |
| Những người sống bên tôi      | 1996                   | 10     | |
| Ngày trở về                   | 1996                   | 3      | |
| 12A và 4H                     | 1995                   | 4      | |
| Bản giao hưởng đêm mưa        | 25 tháng 9 năm 1994    | 1      | |
| Người tình của cha            | 18 tháng 9 năm 1994    | 1      | |
| Mẹ chồng tôi                  | 4 tháng 9 năm 1994     | 2      | Đây là bộ phim đầu tiên trong loạt chương trình Văn Nghệ Chủ Nhật                                      |

### Khép lại sứ mệnh
Cùng với chương trình Điện ảnh chiều thứ bảy, Văn nghệ Chủ Nhật đã chính thức dừng phát sóng và được thay thế bởi chương trình Rubic 8 từ cuối tháng 2 năm 2009 do Trung tâm sản xuất phim Truyền hình và Công ty Thiên Ngân Galaxy sản xuất.

## Liên kết
1. 1 2 3 4 5 6  ""Văn nghệ Chủ nhật" - vẫn nan giải chuyện MC". nld.com.vn. ngày 14 tháng 10 năm 2005. Truy cập ngày 22 tháng 9 năm 2014.
2. ↑  "Chương trình VTV3 ngày 2/10/2005". Bản gốc lưu trữ ngày 30 tháng 10 năm 2005. Truy cập ngày 7 tháng 5 năm 2015.{{Chú thích web}}:  Quản lý CS1: bot: trạng thái URL ban đầu không rõ (liên kết)
3. ↑  "Chương trình VTV3 ngày 23/3/2005". Bản gốc lưu trữ ngày 22 tháng 3 năm 2005. Truy cập ngày 7 tháng 5 năm 2015.{{Chú thích web}}:  Quản lý CS1: bot: trạng thái URL ban đầu không rõ (liên kết)
4. ↑  "Chương trình VTV3 ngày 6/2/2005". Bản gốc lưu trữ ngày 9 tháng 2 năm 2005. Truy cập ngày 7 tháng 5 năm 2015.{{Chú thích web}}:  Quản lý CS1: bot: trạng thái URL ban đầu không rõ (liên kết)
5. ↑  "Chương trình truyền hình ngày 23-1-2005".
6. ↑  "Chương trình VTV3 ngày 9/1/2005". Bản gốc lưu trữ ngày 25 tháng 1 năm 2005. Truy cập ngày 7 tháng 5 năm 2015.{{Chú thích web}}:  Quản lý CS1: bot: trạng thái URL ban đầu không rõ (liên kết)
7. ↑  "Chương trình VTV3 ngày 13/10/2002". Bản gốc lưu trữ ngày 13 tháng 10 năm 2002.{{Chú thích web}}:  Quản lý CS1: bot: trạng thái URL ban đầu không rõ (liên kết)
8. ↑  "Chương trình VTV3 ngày 03/02/2002". Bản gốc lưu trữ ngày 8 tháng 2 năm 2002.{{Chú thích web}}:  Quản lý CS1: bot: trạng thái URL ban đầu không rõ (liên kết)
9. ↑  "Chương trình VTV3 Thứ ba, ngày 25/12/2001". Bản gốc lưu trữ ngày 16 tháng 2 năm 2002.{{Chú thích web}}:  Quản lý CS1: bot: trạng thái URL ban đầu không rõ (liên kết)
10. ↑  "Chương trình VTV3 Thứ tư, ngày 03/10/2001". Bản gốc lưu trữ ngày 31 tháng 5 năm 2002.{{Chú thích web}}:  Quản lý CS1: bot: trạng thái URL ban đầu không rõ (liên kết)
11. ↑  "Chương trình VTV3 Thứ năm, ngày 11/10/2001". Bản gốc lưu trữ ngày 31 tháng 5 năm 2002.{{Chú thích web}}:  Quản lý CS1: bot: trạng thái URL ban đầu không rõ (liên kết)
12. ↑  "Chương trình VTV3 Chủ nhật, ngày 16/09/2001". Bản gốc lưu trữ ngày 27 tháng 2 năm 2002.{{Chú thích web}}:  Quản lý CS1: bot: trạng thái URL ban đầu không rõ (liên kết)
13. ↑  "Chương trình VTV3 Chủ nhật, ngày 02/09/2001". Bản gốc lưu trữ ngày 26 tháng 2 năm 2002.{{Chú thích web}}:  Quản lý CS1: bot: trạng thái URL ban đầu không rõ (liên kết)
14. ↑  "Chương trình VTV3 ngày 26/08/2001". Bản gốc lưu trữ ngày 25 tháng 8 năm 2001.{{Chú thích web}}:  Quản lý CS1: bot: trạng thái URL ban đầu không rõ (liên kết)
15. ↑  "Chương trình VTV3 Chủ nhật, ngày 12/08/2001". Bản gốc lưu trữ ngày 26 tháng 2 năm 2002.{{Chú thích web}}:  Quản lý CS1: bot: trạng thái URL ban đầu không rõ (liên kết)
16. ↑  "Chương trình VTV3 ngày 09/07/2001". Bản gốc lưu trữ ngày 9 tháng 7 năm 2001. Truy cập ngày 22 tháng 4 năm 2020.{{Chú thích web}}:  Quản lý CS1: bot: trạng thái URL ban đầu không rõ (liên kết)
17. ↑  "Chương trình VTV3 Thứ hai, ngày 25/06/2001". Bản gốc lưu trữ ngày 8 tháng 2 năm 2002.{{Chú thích web}}:  Quản lý CS1: bot: trạng thái URL ban đầu không rõ (liên kết)
18. ↑  "Chương trình VTV3 Chủ nhật, ngày 01/07/2001". Bản gốc lưu trữ ngày 8 tháng 2 năm 2002.{{Chú thích web}}:  Quản lý CS1: bot: trạng thái URL ban đầu không rõ (liên kết)
19. ↑  "Chương trình VTV3 Chủ nhật, ngày 03/06/2001". Bản gốc lưu trữ ngày 26 tháng 2 năm 2002.{{Chú thích web}}:  Quản lý CS1: bot: trạng thái URL ban đầu không rõ (liên kết)
20. ↑  "Chương trình VTV3 Chủ Nhật, ngày 11/03/2001". Bản gốc lưu trữ ngày 20 tháng 2 năm 2002.{{Chú thích web}}:  Quản lý CS1: bot: trạng thái URL ban đầu không rõ (liên kết)
21. ↑  "Chương trình VTV3 Thứ hai, ngày 05/03/2001". Bản gốc lưu trữ ngày 20 tháng 2 năm 2002.{{Chú thích web}}:  Quản lý CS1: bot: trạng thái URL ban đầu không rõ (liên kết)
22. ↑  "Lịch phát sóng ngày 15/10/2000". Bản gốc lưu trữ ngày 11 tháng 12 năm 2000. Truy cập ngày 22 tháng 4 năm 2020.{{Chú thích web}}:  Quản lý CS1: bot: trạng thái URL ban đầu không rõ (liên kết)
23. ↑  "Nhân Dân, Số 16302, 27 Tháng Hai 2000".
24. ↑  "Nhân Dân, Số 16270, 23 Tháng Một 2000".
25. ↑  "Nhân Dân, Số 16264, 17 Tháng Một 2000".
26. ↑  "Nhân Dân, Số 16256, 9 Tháng Một 2000".
27. ↑  Thay "Điện ảnh chiều thứ 7" và "Văn nghệ chủ nhật" bằng Rubic 8: Hơi thở của xã hội hóa, Việt Hoài, Tuổi Trẻ Online ngày 18 tháng 2 năm 2009. Truy cập ngày 3 tháng 6 năm 2014.